# 炎の女
『炎の女』（ほのおのおんな、She）は、1965年に公開されたイギリスのアドベンチャー映画。監督はロバート・デイ、製作はハマー・フィルム・プロダクション、原作は1887年に出版されたヘンリー・ライダー・ハガードの冒険小説『洞窟の女王』である。出演はウルスラ・アンドレス、ピーター・カッシング、バーナード・クリビンス、ジョン・リチャードソン、ロゼンダ・モンテロス、クリストファー・リーである。映画は国際的にヒットし、1968年にオルガ・スベロヴァ主演で続編『燃える洞窟』が公開された。

## あらすじ
第一次大戦終結直後、考古学者のホリー少佐と、兵士のレオ、そして従卒のジョブの3人はエルサレムのナイトクラブでユステインというアラブ人女性と出会い、彼女の誘いでレオはとある邸宅へ行く。そこで彼はアイーシャという美女からクマの都に行くよう命じられる。この都は、3000年前にアイシスの大司祭キリクラテスを殺した罪を負った古代エジプトの貴族が建設した場所であり、3人は地図をもとにこの都を探す。初めての地であるはずだったが、レオはこの道には見覚えがあった。そして、都についた彼らは洞窟の中でアイーシャと再会する。彼女はキリクラテスへの愛から彼を殺し、遺体を抱いて放浪した末にこの都を作ったことを明かす。また、レオはキリクラテスとそっくりだったため、彼の化身とみなされ、レオも受け入れた。そして、彼女は秘密の部屋でレオと二人きりになる。すると、彼女は老衰して死に、永遠の命はレオに受け継がれた。
そして、レオはこの洞窟に残ることにした。

## キャスト
| 役名        | 俳優                   | 日本語吹替                          |
| 役名        | 俳優                   | フジテレビ版                        |
| ----------- | ---------------------- | ----------------------------------- |
| アイーシャ  | ウルスラ・アンドレス   | 二階堂有希子                        |
| レオ        | ジョン・リチャードソン | 広川太一郎                          |
| ホリー博士  | ピーター・カッシング   | 久松保夫                            |
| ビラリ      | クリストファー・リー   | 西山連                              |
| ジョブ      | バーナード・クリビンス | 青野武                              |
| ウステイン  | ロゼンダ・モンテロス   | 松島みのり                          |
| 不明 その他 |                        | 宮内幸平 徳丸完 田口昴              |
|             |                        |                                     |
| 演出        | 演出                   | 加藤敏                              |
| 翻訳        | 翻訳                   | 飯嶋永昭                            |
| 効果        | 効果                   | 重秀彦                              |
| 調整        | 調整                   | 山下欽也                            |
| 制作        | 制作                   | 東北新社                            |
| 解説        |                        |                                     |
| 初回放送    | 初回放送               | 1973年8月3日 『ゴールデン洋画劇場』 |